# Geniosporum
Geniosporum és un gènere d'angiospermes que pertany a la família de les lamiàcies. Està format per 35 espècies.

## Espècie
| - Geniosporum affine - Geniosporum angolense - Geniosporum axillare - Geniosporum baumii - Geniosporum borzianum - Geniosporum coloratum - Geniosporum congoense - Geniosporum discolor - Geniosporum elongatum - Geniosporum fissum - Geniosporum glabrum - Geniosporum gracile | - Geniosporum helenae - Geniosporum hildebrandtii - Geniosporum holochilum - Geniosporum indicum - Geniosporum lanceolatum - Geniosporum lasiostachyum - Geniosporum madagascariense - Geniosporum membranaceum - Geniosporum menthoides - Geniosporum mutamba - Geniosporum palisoti - Geniosporum paludosum | - Geniosporum paniculatum - Geniosporum parviflorum - Geniosporum prostratum - Geniosporum rotundifolium - Geniosporum scabridum - Geniosporum siamense - Geniosporum strictum - Geniosporum strobiliferum - Geniosporum taylori - Geniosporum tenuiflorum - Geniosporum thymifolium |